# Diego Rivera
Diego María de la Concepción Juan Nepomuceno Estanislao de la Rivera y Barrientos Acosta y Rodríguez, mehiški slikar, * 8. december 1886, Guanajuato, Mehika, † 24. november 1957, Ciudad de México, Mehika.
Diego Rivera je bil pomemben mehiški slikar. Njegove velike freske so pripomogle k uveljavitvi mehiškega muralizma. Med letoma 1922 in 1953 je Rivera slikal freske v Ciudadu de México, Chapingo, Cuernavaci, San Franciscu, Detroitu, New Yorku in drugod. Leta 1931 je Muzej moderne umetnosti (MoMA) v New Yorku priredil retrospektivno razstavo njegovih del; to je bilo, preden je dokončal svojo serijo 27 slik, znano kot Freske v Detroitu.
Rivera je bil večkrat poročen in imel številne otroke, vključno z vsaj eno naravno hčerko. Njegov prvi otrok in edini sin je umrl pri dveh letih. Njegova tretja žena je bila mehiška umetnica Frida Kahlo, s katero je imel nestanoviten odnos, ki se je nadaljeval do njene smrti. Poročen je bil petič s svojim agentom.
Zaradi njegovega pomena v umetnostni zgodovini države je mehiška vlada razglasila dela Rivero za monumentos historicos. Od leta 2018 ima Rivera rekord z najvišjo ceno na dražbi za delo latinskoameriškega umetnika. Slika iz leta 1931, ki je del rekordne zbirke Peggy Rockefeller in Davida Rockefellerja, je bila prodana za 9,76 milijona ameriških dolarjev.

## Življenjepis
Rivera se je rodil 8. decembra 1886 kot eden od fantov dvojčkov v Guanajuatu v Mehiki, v družini Maríe del Pilar Barrientos in Diega Rivere Acosta, bogatega para. Njegov brat dvojček Carlos je umrl dve leti po rojstvu.
Njegova mati María del Pilar Barrientos naj bi imela prednike spreobrnjence (španski predniki, ki so bili v 15. in 16. stoletju prisiljeni preiti iz judovstva v katolištvo). Rivera je leta 1935 zapisal: »Moje judovstvo je prevladujoč element v mojem življenju«, čeprav Rivera ni bil nikoli vzgojen, da bi prakticiral kakšno judovsko vero, je čutil, da je njegovo judovsko poreklo vplivalo na njegovo umetnost in mu vcepilo »sočutje z zatiranimi množicami«. Diego je bil mehiškega, španskega, indijskega, afriškega, italijanskega, judovskega, ruskega in portugalskega porekla.
Brat dvojček Diega Rivere je umrl leta 1888; njegova mama je leta 1891 rodila hčerko po imenu Maria. Levo usmerjeni članki očeta, avtorja in sourednika liberalne revije El Demócrata so tako razjezili njegove kolege in konservativni del bralcev, da so napadli celo njegovo družino. Po špekulacijah v rudarskem poslu se je podjetje leta 1892 preselilo v Ciudad de México, kjer se je Diego starejši zaposlil v državni službi. Vendar je oče že od malih nog skrbel za sinovo izobraževanje: Diego junior se je že pri štirih letih naučil brati. Od leta 1894 je obiskoval Colegio Católico Carpantier. Njegov talent za risanje je od tretjega razreda dalje napredoval z dodatnimi večernimi tečaji na Academia de San Carlos. Leta 1898 se je tam po prejemu štipendije vpisal kot redni študent.
Posledično je Diego Rivera prišel v stik z zelo različnimi koncepti umetnosti. Kot svoje glavne učitelje na Akademiji (v tem vrstnem redu) omenja Félix Parra, José María Velasco in Santiago Rebull. Rebull, ki je spoznal fantovski talent in najbrž bi ga imel raje kot nadlogo svojih sošolcev, je bil učenec Jean Auguste Dominique Ingresa in privrženec Nazarencev, medtem ko je bil Parra naturalist z zanimanjem za predšpansko Mehiko. Tečaj je sledil evropskemu modelu s tehničnim usposabljanjem, racionalnimi raziskavami in pozitivističnimi ideali.
Rivera je delal tako v studiu kot v naravi, pri čemer se je močno usmeril v Velasco, s katere perspektive mu je poučevanje koristilo. Predvsem je sledil svojemu učitelju pri upodabljanju posebnih barv značilne mehiške pokrajine. Na akademiji je Rivera spoznal tudi krajinskega slikarja Gerarda Murilla, ki je bil pred kratkim v Evropi. Murillo je na študenta umetnosti vplival s tem, da je cenil domorodno ameriško umetnost in mehiško kulturo, kar se je pojavilo v poznejšem delu Rivere. Poleg tega je Murillo Rivero poučeval o moderni umetnosti v Evropi, zaradi česar je sam želel potovati v Evropo.
Rivera v svoji avtobiografiji občuduje Joséja Guadalupeja Posado, ki ga je v tem času spoznal in cenil. Leta 1905 je zapustil akademijo. Leta 1906 je prvič razstavil 26 svojih del, večinoma krajine in portrete, na letni likovni razstavi Academia de San Carlos, ki jo je organiziral Murillo in je lahko prodal tudi svoja prva dela.

### Prvo bivanje v Evropi
Januarja 1907 je Diego Rivera lahko odpotoval v Španijo zahvaljujoč štipendiji Teodora A. Dehese, guvernerja zvezne države Veracruz in njegovim prihrankom od prodaje. Na priporočilo Murilla se je pridružil delavnici Eduarda Chicharra y Agüerasa, enega vodilnih španskih realistov. Slikar je tudi Riveri svetoval, naj v letih 1907 in 1908 potuje po Španiji, da spozna različne vplive in trende. V naslednjih letih je Rivera v svojih delih preizkusil različne sloge. V Muzeju Prado je prerisoval in preučeval slike El Greca, Francisca de Goye, Diega Velázqueza in flamskih slikarjev. Riveri je v špansko avantgardo v Madridu predstavil dadaistični pisatelj in kritik Ramón Gómez de la Serna. Leta 1908 je Rivera razstavljal na drugi razstavi študentov Chicharra.
Spodbujen s strani avantgardnih prijateljev je Rivera leta 1909 odpotoval v Francijo in obiskoval muzeje, razstave in predavanja. Delal je tudi v šolah Montparnassa in na bregovih Sene. Poleti 1909 je odpotoval v Bruselj. Tu je spoznal šest let starejšo rusko slikarko Angelino Beloff, umetnico iz predrevolucionarnega Ruskega imperija. Poročila sta se leta 1911 in imela sina Diega (1916–1918), ki je umrl mlad. Postala je njegov prvi partner in ga spremljala v London. Tam je preučeval dela Williama Hogartha, Williama Blaka in Williama Turnerja. Konec leta se je Rivera v spremstvu Beloffove vrnil v Pariz in leta 1910 prvič predstavil dela na razstavi Société des Artistes Indépendants. Ko mu je štipendija potekla, se je Rivera sredi leta vrnil v Mehiko prek Madrida, kamor je prišel avgusta 1910.
Novembra je nekaj svojih del razstavil v Academia de San Carlos v okviru umetniške razstave ob stoletnici osamosvojitve Mehike. Med njegovim bivanjem je izbruhnila mehiška revolucija. Za trditev, ki jo je podal sam Rivera, da se je boril skupaj z Emilianom Zapato na začetku revolucije, ni mogoče najti nobenih dokazov, tako da je zelo verjetno legenda, ki se je pojavila kasneje. Kljub političnim pretresom je bila razstava za Rivero umetniški in finančni uspeh, sedem slik je kupila mehiška vlada. Z izkupičkom se je junija 1911 lahko vrnil v Evropo.

### Drugo bivanje v Evropi
Junija 1911 se je Diego Rivera vrnil v Pariz, kjer se je preselil v stanovanje k Angelini Beloff. Spomladi 1912 sta odšla v Kastilijo. Med bivanjem v Toledu je Rivera spoznal več latinskoameriških umetnikov, ki so živeli v Evropi. Bil je še posebej v tesnem stiku s svojim rojakom Angelom Zárrago. V Španiji je Rivera eksperimentiral s pointilizmom. Po vrnitvi v Pariz jeseni 1912 sta se z Angelino Beloff preselila na Rue du Départ. V soseski so živeli umetniki Piet Mondrian, Lodewijk Schelfhout in slikar Conrad Kickert - takrat dopisnik nizozemske tedenske revije De Groene Amsterdammer  - na njihovo delo je vplival Paul Cézanne. Takrat so se v Riverovem slikarstvu čutili prvi kubistični vplivi. Razvil je svoje razumevanje kubizma, ki je bilo pri njem bolj pisano kot pri drugih kubistih. Potem ko je leta 1914 postal prijatelj z Juanom Grisom, so njegova dela pokazala tudi vplive del tega Španca. 
Leta 1913 je v Salon d'Automne razstavil svoje prve kubistične slike. Tistega leta je sodeloval tudi na skupinskih razstavah v Münchnu in na Dunaju, leta 1914 pa v Pragi, Amsterdamu in Bruslju. Takrat je bil Diego Rivera zelo aktivno vključen v teoretske razprave kubistov. Eden njegovih najpomembnejših sogovornikov je bil Pablo Picasso. Aprila 1914 je galerija Berthe Weill organizirala prvo samostojno razstavo Rivere, na kateri je bilo mogoče videti 25 njegovih kubističnih del. Nekatera dela je lahko prodal, zato se je njegovo finančno stanje izboljšalo. To je Riveri in Beloffuvi omogočilo, da sta julija z drugimi umetniki odpotovala na Majorko, kjer je Rivera izvedel za izbruh prve svetovne vojne. Zaradi vojne je njuno bivanje na otoku trajalo dlje, kot je bilo načrtovano. Preko Barcelone sta odpotovala v Madrid, kjer je Rivera spoznal različne španske in latinskoameriške intelektualce. Tam je leta 1915 sodeloval na razstavi Los pintores íntegris, ki jo je organiziral Gómez de la Serna, na kateri so bila kubistična dela prvič razstavljena v Španiji in sprožila burne razprave.
Poleti 1915 se je Rivera vrnil v Pariz, kjer ga je obiskala njegova mama. Od nje in mehiških intelektualcev v Španiji je prejel informacije o političnih in družbenih razmerah v svoji domovini. Rivera je dobrohotno spremljal razvoj revolucije v svoji domovini in to obravnaval tudi v svojem delu. Leta 1915 je Rivera začel afero z rusko umetnico Marevno Vorobev-Stebelsko, ki je trajala do njegove vrnitve v Mehiko. S svojim slikarstvom je dosegel vse več uspeha. Leta 1916 je Diego Rivera sodeloval na dveh skupinskih razstavah postimpresionistične in kubistične umetnosti v Moderni galeriji Mariusa de Zayasa v New Yorku. Oktobra istega leta je imel samostojno razstavo Razstava slik Diega M. Rivere in mehiške umetnosti pred osvajanjem. Poleg tega se mu je to leto iz razmerja z Angelino Beloff rodil prvi sin Diego.
Leta 1917 je direktor Galerie L’Effort moderne Léonce Rosenberg za dve leti zaposlil Diega Rivero. Angelina Beloff ga je predstavila diskusijski skupini, ki jo je za umetnike in ruske emigrante organiziral Henri Matisse in se tam udeležil metafizičnih razprav. Ti so vplivali na Riverovo delo z bolj nenavadnim slogom in poenostavljenimi kompozicijami. Spomladi je Rivera prišel v konflikt z umetnostnim kritikom Pierrejem Reverdyjem, ki je postal eden vodilnih teoretikov kubizma in je o delih Diega Rivere slabo razpravljal. Med njima je prišlo do pretepai. Posledično se je Diego Rivera obrnil od kubizma in se vrnil k figurativnemu slikarstvu. Prekinil je tudi z Rosenbergom in Picassom, zaradi česar so se Braque, Gris, Léger in njegovi prijatelji, Jacques Lipchitz in Gino Severini, obrnili stran od njega. Pozimi 1917 je zaradi zapletov zaradi gripe umrl njegov prvi sin.
Skupaj z Angelino Beloff se je Rivera leta 1918 vselil v stanovanje v bližini Champ de Mars. Vpliv Cézanna je bil opazen na njegovih slikah, v nekaterih tihožitjih in portretih tudi vpliv Ingresa. Rivera je prevzel fauvistične elemente, pa tudi slog in barvno shemo Renoirja. Ta vrnitev k figurativnemu slikarstvu je našla podporo umetnostne pisateljice Élie Faure, na razstavi katere je mehiški slikar Les Constructeurs že sodeloval leta 1917. Faure je imel velik vpliv na nadaljnji razvoj Rivere, ker se je zanimal za umetnost italijanske renesanse in se z njim pogovarjal o družbenem statusu umetnosti. Zato je Diego Rivera menil, da je stensko slikarstvo oblika upodabljanja.
Diego Rivera se je prvič srečal z Davidom Alfarom Siqueirosom leta 1919. Skupaj sta razpravljala o nujnih spremembah mehiške umetnosti. Delila so skupne poglede na nalogo mehiške umetnosti in njeno mesto v družbi. 13. novembra je Riverova ljubica Vorobev-Stebelska rodila hčerko Mariko. Rivera je naslikal dva portreta mehiškega veleposlanika v Parizu in njegove žene. Veleposlanik se je v imenu Diega Rivere pogovarjal z Joséjem Vasconcelosom, novim univerzitetnim direktorjem v Ciudad de Mexico in prosil, naj slikarju financira študijski obisk v Italiji. Ta štipendija je februarja 1920 Diegu Riveri omogočila potovanje v Italijo. V naslednjih 17 mesecih je tam študiral etruščanska, bizantinska in renesančna umetniška dela. Naredil je skice italijanske krajine in arhitekture ter mojstrovine italijanske umetnosti. Večina jih je izgubljenih.
Rivera je preučeval Giottove freske in Michelangelove stenske in stropne slike v Sikstinski kapeli. Tako je Rivera spoznal fresko tehniko in izrazne možnosti monumentalnega slikarstva. Rivera, ki ga je pritegnil družbeni in politični razvoj v njegovi domovini, se je marca 1921 sam odpravil nazaj v Mehiko prek Pariza.

### Rivera kot politični umetnik v Mehiki
Medtem ko je bil Diego Rivera v Italiji, je predsednik Alvaro Obregón leta 1920 imenoval Joséja Vasconcelosa za ministra za izobraževanje. Vasconcelos je uvedel celovit ljudsko izobraževalni program, ki je predvideval tudi izobraževalne in poučne freske na javnih stavbah in v njih. Z njimi je želel uresničiti ideale celovitega gibanja kulturnih reform po revoluciji, ki je predvidevala etnično in socialno enakost avtohtonega prebivalstva ter vzpostavitev lastne mehiške nacionalne kulture.
Kmalu po prihodu Rivere v Pariz marca 1921 se je vrnil v Mehiko, saj so se mu tamkajšnji politični in družbeni razvoj zdeli privlačni. Naredil je korak nazaj od svojega časa v Evropi, tako da je razvil lasten slog, namesto da bi nadaljeval s slogovnim razvojem moderne dobe, za seboj pa pustil ženo, ljubico in hčerko. Preživnino je od prijateljev prejela le njegova hči Marika, čeprav Rivera ni nikoli uradno priznal očetovstva. Kmalu po vrnitvi junija 1921 je minister za izobraževanje sprejel Rivero v vladni kulturni program. Leta 1921 je Vasconcelos povabil Diega Rivero in druge umetnike in intelektualce, ki so se vrnili iz Evrope na potovanje na Jukatan. Seznaniti so se morali z mehiško kulturno in nacionalno dediščino, da bi jo lahko vključili v svoje prihodnje delo. Rivera je na tem potovanju videl arheološka najdišča Uxmal in Chichén Itzá. Navdušen nad tam zbranimi vtisi je Rivera razvijal svoje ideje o umetnosti v službi ljudi, ki naj bi zgodbo prenesla skozi freske.
Januarja 1922 je Diego Rivera začel slikati svoj prvi mural v Escuela Nacional Preparatoria. Ta projekt je bil uvod in preizkus vladnega stenskega programa. Medtem ko je na dvorišču delalo več slikarjev, je Rivera v gledališču naslikal sliko Ustvarjanje. Delo, v katerem je v veliki meri sledil tradicionalnim metodam fresko tehnike, je trajalo eno leto. Njegova prva poslikava je prevzela tradicionalno krščanski in evropski motiv, čeprav je temu nasprotoval z značilnimi mehiškimi barvami in figurami. Na tabelnih slikah pa je bilo po njegovi vrnitvi v ospredju vsakdanje mehiško življenje.  Rivera se je junija 1922 poročil z Guadelupe Marín, ki mu je bila model za eno od likov na steni, potem ko je že imel odnose z nekaterimi modeli. Oba sta se preselila v hišo na ulici Mixcalco.
Jeseni 1922 je Diego Rivera sodeloval pri ustanovitvi Sindicato Revolucionario de Trabajadores Técnicos, Pintores y Escultores, revolucionarne zveze tehničnih delavcev, slikarjev in kiparjev, in tam spoznal komunistične ideje. V sindikatu so Rivero povezovali z Davidom Alfarom Siqueirosom, Carlosom Mérido, Xavierjem Guerrerom, Amadom de la Cuevo, Fernandom Lealom, Ramónom Alvo Guadarramo, Ferminom Revueltasom, Germanom Cuetom in Joséjem Clementejem Orozcom. Konec leta 1922 se je Diego Rivera pridružil mehiški komunistični partiji. Skupaj s Siqueirosom in Xavierjem Guerrerom je ustanovil njihov izvršni odbor.
Marca 1922 je bilo Riveri naročeno, da poslika Secretaría de Educación Pública s freskami. Od septembra 1922 je delal na tem projektu, ki ga je hkrati vodil. To je bilo največje naročilo v prvem desetletju muralizma. Delo na šolskem ministrstvu se je vleklo več let. Ker je s tem zaslužil le dva dolarja na dan, je Diego Rivera prodajal slike, risbe in akvarele zbiralcem večinoma iz Severne Amerike. Riverova hči Guadelupe se je rodila leta 1924.To leto je prišlo do velikih sporov glede projekta stenskega slikanja na ministrstvu za šolstvo. Konzervativne skupine so zavrnile stensko poslikavo, minister za izobraževanje Vasconcelos je odstopil in delo na projektu je bilo prekinjeno. Po razrešitvi večine slikarjev je Rivera novega ministra za izobraževanje Joséja María Puiga Casauraca lahko prepričal o pomembnosti fresk in nato obdržal svoje delo, da bi dokončal slike. Konec leta 1924 je bil poleg dela na ministrstvu za šolstvo povabljen k slikanju fresk v Escuela Nacional de Agricultura v Chapingu. Tam je ustvaril okrasne freske za predsobo, stopnišče in sprejemno dvorano v prvem nadstropju ter leta 1926 stene avditorija. Tako noseča žena kot Tina Modotti sta po vzoru Rivere oblikovali ta projekt. Z Modottijevo je stopil v zvezo, kar je privedlo do začasne ločitve od Guadalupe Marín. Po rojstvu hčerke Ruth je Diego Rivera leta 1927 zapustil ženo.

### Potovanje v Sovjetsko zvezo in uspehi v Mehiki
Jeseni 1927 je Diego Rivera po zaključku dela v Chapingu, ob deseti obletnici oktobrske revolucije,  odpotoval v Sovjetsko zvezo kot član uradne delegacije Mehiške komunistične partije. Rivera je želel obiskati ZSSR že v svojih pariških letih, zdaj pa je upal, da bo imel koristi od tamkajšnjega razvoja umetnosti in je želel s svojo poslikavo prispevati k sovjetski umetnosti. Pot je vodila skozi Berlin, kjer je spoznal intelektualce in umetnike, v Moskvo, kjer je ostal devet mesecev. Tam je predaval in poučeval monumentalno slikarstvo na Šoli za likovno umetnost. Rivera je bil v stiku z oktobrsko skupino umetnikov, ki so zagovarjali javno umetnost, ki je sledila ljudskim izročilom. Med praznovanjem 1. maja 1928 je naredil skice za fresko, načrtovano za klub Rdeče armade, ki pa zaradi spletk in nesoglasij ni bila izvedena. Zaradi različnih političnih in umetniških pogledov je stalinistična vlada predlagala, da se Diego Rivera vrne v Mehiko.
Leta 1928 se je vrnil iz Sovjetske zveze in se končno ločil od Guadelupe Marín. Tega leta je dokončal freske na Ministrstvu za izobraževanje in v Chapingu. Ko je končal delo na ministrstvu za izobraževanje, ga je obiskala Frida Kahlo, ki mu je pokazala prve poskuse slikanja in prosila za mnenje. Zaradi pozitivnega odziva Rivere se je odločila, da se bo v celoti posvetila slikanju. 21. avgusta 1929 se je Diego Rivera poročil s slikarko, ki je bila skoraj 21 let mlajša od njega. Malo pred tem so Rivero za direktorja izvolili dijaki umetniške šole Academia de San Carlos. Vendar so bili njegovi koncepti kritizirani s strani medijev in konzervativnih sil. Izdelal je nov urnik in dal študentom velike možnosti, da povedo svoje mnenje pri izbiri učiteljev, osebja in metod. Riverove reforme so kritizirali predvsem učitelji in učenci arhitekturne šole, ki je bila nastanjena v isti stavbi, pridružili so se jim konservativni umetniki in člani komunistične partije, iz katere je bil septembra 1929 Diego Rivera izključen. Sčasoma je uprava akademije popustila protestom in sredi leta 1930 Diega Rivero  odpustila. Izgon iz komunistične partije je bil posledica kritičnega položaja Rivere do Josifa Stalina in njegove politike ter sprejetja ukazov vlade pod predsednikom Plutarcom Elíasom Callesom.
Leta 1929 je bilo Riveri naročeno slikanje stopnišča Palacio Nacional v Ciudad de México, naslikal pa je tudi stensko poslikavo za Secretaría de Salud. Medtem ko so dela še potekala na sedežu vlade, zaradi česar je bil Rivera zaposlen več let, je ameriški veleposlanik v Mehiki Dwight W. Morrow naročil Diegu Riveri, da naredi poslikavo v Palacio de Cortés v Cuernavaci. Za to nalogo je prejel najvišji honorar do tedaj, 12.000 dolarjev. Po zaključku te pogodbe jeseni 1930 je Rivera sprejel ponudbo za izdelavo fresk v Združenih državah. To odločitev je ostro kritiziral komunistični tisk v Mehiki.

### Zadrževanje v ZDA
Jeseni 1930 je Diego Rivera skupaj s Frido Kahlo odpotoval v San Francisco. V Združenih državah so umetnost mehiških stenskih slikarjev poznali skozi časopisne članke in potopise že od 1920-ih. Popotniki so Riverove plošče že prinesli v ZDA, zdaj pa naj bi tam delal tudi freske. Kalifornijski kipar Ralph Stackpole je Rivera poznal že od njegovega časa v Parizu in zbiral njegove slike, eno od njih je podaril Williamu Gerstlu, predsedniku umetniške komisije v San Franciscu. Gerstle je želel, da bi Rivera poslikal steno na Kalifornijski šoli za likovno umetnost, slednji pa je nalogo sprejel. Ko so Stackpole in drugi umetniki leta 1929 dobili naročilo za okrasitev nove stavbe pacifiške borze v San Franciscu, mu je uspelo rezervirati tudi steno za Diega Rivero. Riveri so sprva zavrnili vstop v ZDA zaradi njegove komunistične preteklosti. Šele po zagovornu Alberta M. Bendersa, vplivnega zavarovalnega zastopnika in zbiratelja umetnin, je dobil vizum. To so kritizirali tako protikomunistični mediji kot umetniki iz San Francisca, ki so se pri oddaji pogodb videli v slabšem položaju. Na kritiko je naletelo tudi na dejstvo, da je bilo v kalifornijski palači Legije časti konec leta 1930 razstavljenih 120 Riverovih del. Po zaključku projekta freske in zaradi osebnega videza para se je razpoloženje spremenilo na bolje.
Od decembra 1930 do februarja 1931 je Diego Rivera naslikal fresko Allegory of California v klubu Luncheon na Pacifiški borzi v San Franciscu. Mural je bil uradno odprt skupaj z borzno stavbo marca 1931. Od aprila do junija 1931 je Diego Rivera nato naredil poslikavo Uresničitev freske na Kalifornijski šoli za likovno umetnost. Takoj po zaključku projekta se je vrnil v Mehiko, da bi na zahtevo predsednika dokončal nedokončano fresko v Palacio Nacional. Kmalu zatem je bil Diego Rivera povabljen na razstavo v Muzej moderne umetnosti v New Yorku. Po retrospektivi Henrija Matissa je bila to druga velika samostojna razstava v muzeju, ki se je odprla leta 1929 in je do leta 1986 ostala najpomembnejša razstava Riverovih del v ZDA. Zaradi tega povabila je Rivera po dokončanju glavne stene znova prekinil delo v Palacio Nacional. Z ladjo je odpotoval v New York z ženo in trgovcem z umetninami Frances Flynn Paine, ki ga je zaprosil za to retrospektivo. Prišel je novembra 1931 in ob otvoritvi razstave 23. decembra delal na osmih prenosnih freskah. Retrospektiva je pokazala skupaj 150 Riverovih del, obiskalo pa jo je 57.000 ljudi. Razstava je dobila tudi pozitivne povratne informacije.
Diego Rivera je prek svetovne teniške prvakinje Helen Wills Moody spoznal Williama R. Valentinerja in Edgarja P. Richardsona, direktorja Detroitskega inštituta za umetnost. Povabili so ga, da februarja in marca 1931 razstavlja v Detroitu, mestni umetniški komisiji pa predlagali, naj Diega Rivero najamejo za poslikavo freske na vrtnem dvorišču muzeja. S pomočjo Edsela B. Forda, predsednika mestnega umetniškega odbora, je Diego Rivera po svoji razstavi v New Yorku v začetku leta 1932 lahko začel pripravljati svoje delo za Detroit. Ford je za izvedbo fresk dal na razpolago 10.000 dolarjev, predvidena je bila pristojbina v višini 100 dolarjev na pobarvan kvadratni meter. Ko je Rivera obiskal mesto, se je odločil, da bo za isto plačilo poslikal celotno dvorišče namesto dveh načrtovanih slik.Rivera je na freskah upodobil Industrijo Detroita. Njegovo industrijsko slikarstvo je bilo kritizirano zaradi prikazovanja pornografske, bogokletne in komunistične vsebine, varnost del pa je bila včasih ogrožena. Edsel B. Ford pa je stal za umetnikom in njegovim delom ter tako pomiril situacijo.
Riveri, ki je še delal v Detroitu, je bilo naročeno, da poslika steno v avli Rockefellerjevega centra, ki je bil še v gradnji. Leta 1933 je delal na tej sliki, katere tema je bila Človek na razpotju v upanju na boljšo prihodnost, ki jo je dala komisija. Na tej sliki Rivera prikazuje svoj negativen pogled na kapitalizem in prikazuje Lenina, ki se še ni pojavil na odobreni predhodni risbi, kot predstavnika nove družbe. To je povzročilo hude kritike konzervativnega tiska, medtem ko so napredne skupine pokazale solidarnost z umetnikom. Rockefellerji kot naročniki niso stali za umetnikom kot Ford, ampak so prosili Rivero, naj Lenina prebarva. Ko je umetnik to zavrnil, je bila slika v začetku maja pokrita, Rivera pa je bil izplačan in odpuščen. Posledično se je Diego Rivera vrnil v Mehiko. Februarja 1934 je bila poslikava v Rockefellerjevem centru dokončno uničena.

### Vrnitev v Mehiko
Diego Rivera se je leta 1933 razočaran vrnil v Mehiko, ker ni mogel svobodno izvajati svojih političnih del v ZDA. Postal je eden najbolj znanih umetnikov v ZDA, ki so ga oboževali drugačni umetniki in levičarski intelektualci, napadli pa so ga industrijalci in konzervativci. Potem ko je bila freska v Rockefellerjevem centru februarja 1934 uničena, je Diego Rivera istega leta dobil priložnost, da svoje delo uresniči v Palacio de Bellas Artes v Ciudad de México. Posledično je država spet oddala javna naročila velikim predstavnikom muralizma.
Po njegovi vrnitvi sta se Rivera in Frida Kahlo preselila v studijsko hišo v San Angelu, ki jo je leta 1931 naročil pri Juanu O'Gormanu. Kahlo je živela v manjši, modri kocki, stavbi v slogu Bauhaus, Rivera pa v večji, rožnati kocki. Novembra 1934 je Diego Rivera nadaljeval delo v palači Palacio Nacional, ki jo je končal leta 1935. Obstoječi ansambel Ep o mehiškem ljudstvu s podobo Mehika danes in jutri je zaključil s slikama  Predšpanska Mehika - starodavni indijanski svet iz leta 1929 in Zgodovina Mehike od osvajanja do leta 1930 iz leta 1929 do 1931. Novembra 1935 je Rivera dokončal celoten projekt. Ker ni bilo več velikih projektov stenskega slikanja, se je v naslednjem obdobju spet posvetil slikanju na table, njegovi motivi so bili pogosto indijanski otroci in matere. Tehnična izvedba teh slik v drugi polovici 1930-ih pogosto ni bila posebej dobra, saj jih je Rivera izdelal v serijah in jih prodal turistom, da bi z izkupičkom financiral svojo zbirko predkolumbovske umetnosti.
Afera z mlajšo sestro Fride Kahlo, Christino, je privedla do začasne zakonske krize, ki jo je imel Rivera leta 1935. Toda skupni politični interesi so par spet združili. Rivera se je še naprej soočal s sovražnostjo mehiške komunistične partije, ki ga je obtoževala, da podpira vladna konservativna stališča. Rivera je večkrat prišel v konflikt zlasti s Siqueirosom, oba pa sta se celo soočila oborožena na političnem srečanju. Diego Rivera se je zaradi stikov s Komunistično zvezo Amerike v New Yorku leta 1933 obrnil tudi na trockiste in leta 1936 postal član Mednarodne trockistično-komunistične zveze. Skupaj s Frido Kahlo je Diego Rivera sodeloval s predsednikom Lázarom Cárdenasom del Ríom, da bi Lev Trocki prejel politični azil v Mehiki. Pod pogojem, da Rus ne bo politično aktiven, se je predsednik strinjal s prošnjo za azil. Januarja 1937 sta Diego Rivera in Frida Kahlo sprejela Leva Trockega in njegovo ženo Natalijo Sedovo v modri hiši Fride Kahlo v Coyoacánu. Leta 1938 je Rivera gostil tudi nadrealističnega voditelja misli Andréja Bretona in njegovo ženo Jacqueline. Umetnika sta podpisala manifest, ki ga je Trocki napisal za revolucionarno umetnost. Prijateljska para sta skupaj potovala po mehiških provincah in pod vplivom Bretona Diego Rivera posnel nekaj nadrealističnih slik. 
Po osebnih in političnih argumentih je Rivera leta 1939 prekinil s Trockim. Jeseni istega leta se je Frida Kahlo ločila od Rivere. Leta 1940 je razstavljal so André Breton, Wolfgang Paalen in César Moro organizirali razstavo ??Mednarodni surealizem v Galería de Arte Mexicano Inésa Amorja. Poleg tega se je Rivera tistega leta vrnil v San Francisco, kjer je po dolgem času prejel še eno naročilo za poslikavo. Potem ko je Sovjetska zveza sklenila pakt z nemškim rajhom, je umetnik ublažil svoj negativen odnos do ZDA in sprejel povabilo. Nato se je zavzel za solidarnost ameriških držav proti fašizmu. Pod naslovom Pan-American Unity je naslikal deset tabel za Mednarodno razstavo Golden Gate v San Franciscu. Tam sta se s Frido Kahlo 8. decembra 1940 ponovno poročila, saj sta oba trpela zaradi ločitve.
Po vrnitvi v Mehiko se je februarja 1941 Diego Rivera preselil v modro hišo Fride Kahlo. V naslednjih letih je hišo v San Angel Inn uporabljal le kot umik in atelje. Leta 1941 in 1942 je Diego Rivera večinoma slikal na stojalu. Pooblaščen je bil tudi za izvedbo fresk v zgornjem nadstropju notranjega dvorišča Palacio Nacional. Prav tako je leta 1942 začel graditi Anahuacalli, kjer je želel predstaviti svojo zbirko predkolonialnih predmetov. Stavba je bila sprva zasnovana kot stanovanjska stavba, na koncu pa je bila v njej le zbirka 60.000 predmetov, ki se jim je Rivera posvetil do konca svojega življenja.
Od zgodnjih 1940-ih je Rivera vse bolj dobival nacionalno priznanje. Colegio Nacional je bil ustanovljen leta 1943, Rivera pa je bil med prvimi 15 člani, ki jih je imenoval predsednik Manuel Ávila Camacho. Istega leta ga je umetniška akademija La Esmeralda, ustanovljena leto prej, imenovala za profesorja z namenom reforme poučevanja umetnosti. Učence je poslal na deželo in ulice, naj slikajo v skladu z mehiško realnostjo. Rivera je v tem kontekstu ustvarjal tudi risbe, akvarele in slike. Po okrevanju od pljučnice je Rivera leta 1947 naslikal veliko fresko v novo zgrajenem hotelu del Prado v parku Almeda. Slika Sanje o nedeljskem popoldnevu v parku Almeda prikazuje upodobitev mehiške zgodovine skozi niz zgodovinskih osebnosti. Leta 1943 je bil izvoljen za častnega člana Ameriške akademije za umetnost in književnost.

### Zadnja leta življenja in smrti
Skupaj z Davidom Alfarom Siqueirosom in Joséjem Clementeom Orozcom je Diego Rivera od leta 1947 ustanovil komisijo za stensko slikarstvo Instituta de Bellas Artes. Leta 1949 je inštitut organiziral veliko razstavo ob 50 -letnici Riverovega dela v Palacio de Bellas Artes.
Leta 1950, ko je morala Frida Kahlo zaradi več operacij na hrbtenici ostati v bolnišnici devet mesecev, je Rivera tudi vzel sobo v bolnišnici, da bi bil z ženo. V tem letu je Diego Rivera skupaj z Davidom Alfarom Siqueirosom ilustriral omejeno naklado Canto General Pabla Nerude in oblikoval tudi naslovnico knjige. Oblikoval je tudi scenografijo za El cuadrante de la soledad Joséja Revueltasa in nadaljeval svoje delo v Palacio Nacional. Diego Rivera je skupaj z Orozcom, Siqueirosom in Tamayo dobil čast predstavljati Mehiko na beneškem bienalu leta 1950. Nagrajen je bil tudi s Premio Nacional de Artes Plásticas. Leta 1951 je Rivera realiziral podvodno poslikavo v vodnem jašku Cárcamo del río Lerma v parku Chapultepec v Ciudad de México in oblikoval vodnjak na vhodu v stavbo. Za slike v bazenu, v katero se črpa voda, je eksperimentiral s polistirenom v gumijasti raztopini, da bi omogočil barvanje pod površino vode. V letih 1951 in 1952 je Rivera delal tudi na stadionu Universidad Nacional Autónoma de México, kjer bi moral v mozaiku prikazati zgodovino športa v Mehiki. Od tega umetniškega dela pa je dokončal le osrednji del sprednje slike, saj ni bilo dovolj sredstev.
Leta 1952 je Rivera naslikal prenosno tablo za razstavo Dvajset stoletij mehiške umetnosti, načrtovano za Evropo. Njegovi portreti Stalina in Maa v tem delu so privedli do izključitve njegovega dela. Na splošno se je Rivera obrnil proti vse bolj zahodno usmerjeni kapitalizmu usmerjeni politiki, ki se je začela pod Alemanovim predsedovanjem. Od leta 1946 je Rivera večkrat zaprosil za ponovni sprejem v komunistično partijo, Frida Kahlo pa je bila ponovno sprejeta v stranko leta 1949. Leta 1954 sta se udeležila shoda za podporo vladi Jacoba Arbenza v Gvatemali. To je bil zadnji javni nastop Fride Kahlo, ki je umrla 13. julija 1954. Rivera se je strinjal, da bo dovolila, da se med njenim pogrebom v Palacio de Bellas Artes postavi komunistična zastava nad njeno krsto, v zameno pa ga je mehiška komunistična partija sprejela nazaj kot člana. Nato je Rivera naslikal sliko Slavna zmaga, na kateri je prikazal padec Arbenza. Slika je bila poslana po različnih komunističnih državah in je nato dolgo veljala za izgubljeno. Leta 2000 se je našla v kleti Puškinovega muzeja in je bila od takrat znova razstavljen.
Zaradi starosti in zdravstvenega stanja Rivere je bilo težko delati na monumentalnih stenskih poslikavah, tako da je v zadnjih letih življenja tabla postala njegov najljubši medij. 29. julija 1955 se je poročil z založnico Emmo Hurtado, ki je bila njegova galeristka od leta 1946. Modro hišo Fride Kahlo in Anahuacalli je s svojo zbirko predkolumbovske umetnosti zapustil Mehičanom. Rivera, ki je zbolel za rakom, je leta 1955 odšel na zdravljenje v Sovjetsko zvezo. Povratna pot ga je prek Češkoslovaške in Poljske pripeljala v NDR, kjer je postal dopisni član Akademije za umetnost v vzhodnem Berlinu. V Mehiki se je preselil v hišo svoje prijateljice Dolores Olmedo v Acapulcu, kjer naj bi se sprostil in naredil številne morske pokrajine.
24. novembra 1957 je Diego Rivera umrl zaradi srčnega napada v studiu San Angel Inn. Na stotine Mehičanov mu je dalo končno spremstvo. Namesto da bi svoj pepel združil s tistim Fride Kahlo v njeni Modri hiši, je bil pokopan v Rotonda de los Hombres Ilustres v Panteón Civil de Dolores. 

### V popularni kulturi
Diego Rivera je bil upodobljen v več filmih. Igral ga je Rubén Blades v Cradle Will Rock (1999), Alfred Molina v Fridi (2002) in (v kratkem nastopu) José Montini v Eisensteinu v Guanajuato (2015).
Roman Barbare Kingsolver, The Lacuna, prikazuje Rivero, Kahlovo in Leva Trockega kot glavne junake.

## Galerija

### Murali
- Mural Izkoriščanja Mehike s strani španskih osvajalcev, Palacio Nacional, Mexico City (1929–1945)
- Mural azteškega mesta Tenochtitlan, Palacio Nacional
- Mural azteške tržnice Tlatelolco, Palacio Nacional
- Mural prikazuje Azteško proizvodnjo zlata, Palacio Nacional
- Mural prikazuje praznovanja in obrede Totonaca, Palacio Nacional
- Detajl Človek, kontrolorju vesolja, mural v Palacio de Bellas Artes, na katerem so prikazani Lev Trocki, Friedrich Engels in Karl Marx
- Detajl Človek, kontrolorju vesolja, ural v Palacio de Bellas Artes prikazuje Vladimirja Lenina
- Mural Sueño de una Tarde Dominical en la Alameda Central v Ciudad de México z Rivero in Frido Kahlo ob La Calavera Catrina
- Mural Zgodovina Mehike, ki prikazuje revolucijo v Palacio Nacional
- Detajl Zgodovina Mehike, Palacio Nacional
- Človek na razpotju, original narejen leta 1934 (detajl)
- Pogled na murale Diega Rivere v Palacio Nacional
- Industrija Detroita, Severna stena, 1932–33. Detroit Institute of Arts

### Kiparstvo
- Tlaloc vodnjak v Cárcamo de Dolores, Ciudad de México (1951)
- 3D mural Quetzalcóatl v Exekatlkalli (Casa de los Vientos) v Acapulcu, Guerrero (1957)